# Marumba oriens
Marumba oriens är en fjärilsart som beskrevs av Butler 1875. Marumba oriens ingår i släktet Marumba och familjen svärmare. Inga underarter finns listade i Catalogue of Life.